# Effondrement de l'Institut national de Statistique
 (août 2023).
La mise en forme du texte ne suit pas les recommandations de Wikipédia : il faut le « wikifier ».
Les points d'amélioration suivants sont les cas les plus fréquents :
- Les titres sont pré-formatés par le logiciel. Ils ne sont ni en capitales, ni en gras.
- Le texte ne doit pas être écrit en capitales (les noms de famille non plus), ni en gras, ni en italique, ni en « petit »…
- Le gras n'est utilisé que pour surligner le titre de l'article dans l'introduction, une seule fois.
- L'italique est rarement utilisé : mots en langue étrangère, titres d'œuvres, noms de bateaux, etc.
- Les citations ne sont pas en italique mais en corps de texte normal. Elles sont entourées par des guillemets français : « et ».
- Les listes à puces sont à éviter, des paragraphes rédigés étant largement préférés. Les tableaux sont à réserver à la présentation de données structurées (résultats, etc.).
- Les appels de note de bas de page (petits chiffres en exposant, introduits par l'outil «  Source ») sont à placer entre la fin de phrase et le point final[comme ça].
- Les liens internes (vers d'autres articles de Wikipédia) sont à choisir avec parcimonie. Créez des liens vers des articles approfondissant le sujet. Les termes génériques sans rapport avec le sujet sont à éviter, ainsi que les répétitions de liens vers un même terme.
- Les liens externes sont à placer uniquement dans une section « Liens externes », à la fin de l'article. Ces liens sont à choisir avec parcimonie suivant les règles définies. Si un lien sert de source à l'article, son insertion dans le texte est à faire par les notes de bas de page.
- La présentation des références doit suivre les conventions bibliographiques. Il est recommandé d'utiliser les modèles {{Ouvrage}}, {{Chapitre}}, {{Article}}, {{Lien web}} et/ou {{Bibliographie}}. Le mode d'édition visuel peut mettre en forme automatiquement les références.
- Insérer une infobox (cadre d'informations à droite) n'est pas obligatoire pour parachever la mise en page.

Pour une aide détaillée, merci de consulter Aide:Wikification.
Si vous pensez que ces points ont été résolus, vous pouvez retirer ce bandeau et améliorer la mise en forme d'un autre article.
L’effondrement de l'Institut national de Statistique eut lieu le lundi 17 septembre 1962 lorsque le bâtiment, situé rue de la Loi n°70 à Bruxelles, en Belgique, s'écroule en faisant 17 morts et 19 blessés.

## Contexte

### Bâtiment
Ce bâtiment de trois étages abrite l'Institut national de Statistique ou l'Office des statistiques pour lequel 140 fonctionnaires et employés travaillent. Il est renommé ultérieurement Statbel ou Direction générale Statistique.

## Déroulement des faits
Dans la matinée du 17 septembre, des travaux sont en cours derrière le n°72 de la rue de la Loi. Il a été prévu qu’un immeuble à appartements y soit construit. Dans les alentours de 9h40, le bâtiment avoisinant qui abrite le bureau de l’Office des statistiques s’effondre. Les secours sont appelés dans les minutes qui suivent et sont mobilisés afin d’aider les sinistrés. Les pompiers et tous les services de secours disponibles de la ville sont également présents. Les blessés sont immédiatement transportés dans les hôpitaux Saint-Pierre d’Etterbeek, d’Ixelles et de Brugmann par le service médical des affaires. Mais, vers 10h30 la première vague de secours est interrompue en raison d’un nouveau risque d’effondrement. Vers 11h20, le commissaire en chef présent sur les lieux ordonne l’évacuation des chantiers où ont eu lieu les opérations de déblaiement. Toutes les personnes qui ne prennent pas directement part au sauvetage sont sommées de quitter les lieux. À 12h00, un bilan provisoire s’élève à 32 victimes comprenant les morts et les blessés. Un poste de secours de la Croix Rouge est placé rue Joseph 2 afin de pouvoir prendre en charge les rescapés. Peu après 13h00, le Roi Baudouin arrive sur les lieux de l’accident et on lui explique le déroulement des opérations. À ce moment-là, 20 victimes ont alors déjà été dégagées des décombres. Monsieur Cooremans, le bourgmestre de Bruxelles, arrive sur les lieux 30 minutes plus tard. Au même instant, le 11ème bataillon du Génie militaire de Burcht arrive. Ceux-ci ont été appelé en renfort vers 11h00. Le nombre de victimes augmente considérablement au fil de la journée. Vers 21h00, le bilan s’élève alors à 17 morts.

## Victimes
À minuit, le bilan des victimes de la première journée s'élève à 17 morts. Les blessés sont au nombres de 19 et une personne est encore portée disparue. À la suite de l’effondrement, tout le complexe a été évacué due au risque que les autres bâtiments suivent et s’effondrent également pouvant ainsi faire d’autres victimes. Les fonctionnaires et les employés travaillant dans ce bâtiment sont les principales victimes de cet accident. D’autres victimes qui ne travaillent pas pour l’Office des statistiques sont également atteintes par cette catastrophe dont des ouvriers qui se chargent des travaux du bâtiment au n°72, ceux-ci ont été ensevelis. Le chauffeur d’un camion, situé proche du bâtiment de l'Office des statistiques, a été légèrement blessé par les débris. Celui-ci était accompagné d’un ami qui lui aussi a été touché. Le ministre des Affaires économique et de l’Energie, Antoon Spinoy, a imaginé des mesures pour aider les victimes et leurs familles. Le service social propose ainsi de prendre à sa charge tous les frais de funérailles. Il propose également un remboursement des traitements des blessés et les familles sont visités pour déterminer quels sont leurs besoins spécifiques. En ce qui concerne les funérailles, les familles des victimes ne souhaitent pas de funérailles collectives. Monsieur Théo Lefèvre, le Premier ministre, a reçu un message de condoléances de la part du Premier ministre de la Turquie, Ismet Inonu, et de Walter Hallstein, le président de la Commission de la Communauté économique européenne (C.E.E.).  

## Causes
Le ministre des affaires économiques est accusé d'avoir laissé le bâtiment dans un état de vétusté. 15 jours avant l'accident, les dirigeants de l'Office national des statistiques ont signalé aux autorités responsables les tremblements de l'immeuble. Ceux-ci sont survenus après le début des travaux dans le bâtiment voisin. Des ingénieurs sont venus sur place et ont confirmé les dires. À la suite de cette visite, ils ont indiqué que des mesures devaient être prises. Deux inspecteurs devaient également se rendre sur les lieux, ils ont été alertés par Monsieur Wauters, directeur du service du bâtiment. Celui-ci a alerté les services compétents après que des fissures soient aperçues. La principale fissure a été couverte de papier collant. Des employés et rescapés de l'accident de l'Institut des statistiques déclarent "qu'ils s'y attendaient depuis jeudi" et que "l'état du bâtiment n°70 rue de la Loi était dans un état de délabrement inquiétant". Les jours suivants l'accident, différentes hypothèses sont émises afin de comprendre les causes de la catastrophe. La première hypothèse est qu'un affaissement de terrain serait survenue. Un nouveau bâtiment était en construction au n°72 rue de la Loi, il possède un plus grand nombre d'étages que les bâtiments voisins. Le n°70, qui abrite les bureaux de l'Office des statistiques, est un plus vieux bâtiment. D'après les estimations d'experts qui ont visité les lieux de la catastrophe, le bâtiment abritant l'Office des statistiques date des années 1940-1945. Les matériaux utilisés à cette époque ne sont pas très résistants d'après les experts. Le bâtiment ministériel est construit sur pilotis et n'avait pas à proprement parler de fondation et cela aurait provoqué l'affaissement de terrain. Une autre hypothèse est également émise. L'Institut national des statistiques est chargé de réaliser le recensement décennal du 31 décembre 1961. À cette fin des piles de formulaires et d'autres documents s'entassent contre le mur qui a alors cédé. Ceux-ci ont ainsi pu causer un déséquilibre de la résistance du mur et provoquer sa chute .

## Enquête et responsabilité
Le milieu syndicaliste est le premier à réclamer que l’on trouve les responsables de cette catastrophe. Une enquête judiciaire est entamée juste après la catastrophe du lundi 17 septembre. Les employés des bureaux de l’Office de statistique et les ouvriers du chantier sont auditionnés. Quant aux blessés, ils sont entendus plus tard en raison de leur état psychologique à la suite de l’incident. Le juge d’instruction et le Parquet restent discrets quant à la progression de l’enquête. Il est admis qu’il n’y avait aucune fissure avant que les travaux de terrassements voisins n’aient pris une certaine ampleur et une certaine profondeur. Monsieur Wauters, directeur du service du bâtiment a alerté les autorités compétentes de l'existence d'une fissure "grande comme la main". Par la suite cette fissure a été recouverte de papier collant par les employés. Entre le moment de son signalement et celui de la visite de l'inspecteur chargé de l'examiner, elle n'aurait augmenté que d'un millimètre et donc celui-ci a considéré que le danger d'effondrement ne parait pas imminent. L’entrepreneur est au courant de l’existence des fissures et il prend des mesures en conséquence pour limiter les dégâts. Il sait que le bâtiment de l'Institut contenait des archives et leurs poids a été pris en compte dans le calcul de résistances des matériaux. Le lendemain de l’accident, un expert, professeur de l’Université libre de Bruxelles ainsi qu’un expert liégeois examinent la responsabilité qui incombe à l’entrepreneur, aux ingénieurs, aux calculateurs, aux architectes et éventuellement, à certains fonctionnaires. L’entrepreneur et l’ingénieur responsables de la construction de l’immeuble du n°72 ont été arrêtés par la police. Le bureau de la FGTB. réclame une enquête sévère de la part du gouvernement pour établir les responsabilités de cet effondrement. La centrale générale des services publics de la F.G.T.B. réclame des mesures de sécurité dans les bâtiments en état de vétusté abritant les administrations des services publics. Le bureau de la centrale chrétienne des services publics quant à lui, demande d’examiner les bâtiments à risque pour que de tels drames ne se reproduisent plus. Les deux inculpés qui ont été arrêtés comparaissent vendredi 28 septembre vers 10h devant la Chambre du Conseil du tribunal de 1ère instance à Bruxelles.  

## Le recensement décennal du 31 décembre 1961
En matière de législation sur l'usage des langues en Belgique, le pays compte officiellement quatre régions linguistiques: la région de langue française, la région de langue néerlandaise, la région de langue allemande et la région bilingue de Bruxelles-Capitale. Ces régions linguistiques sont délimitées dans un premier temps par la loi du 31 juillet 1921 qui fixe les frontières comme étant mobiles, c'est-à-dire qu'elles peuvent changer en fonction des résultats du dernier recensement linguistique. Ce volet linguistique fait débat, les flamands veulent sa suppression. Le recensement du 31 décembre 1960 est repoussé au 31 décembre 1961, soit d'un an, à cause de cette controverse. En 1961, le gouvernement Lefèvre fait voter une loi qui interdit le volet linguistique dans le recensement. Cette loi est promulguée le 24 juillet 1961. La frontière linguistique est fixée de manière définitive par la loi du 8 novembre 1962. L'Institut national de Statistique est chargé d'organiser ce recensement. Les formulaires sont entreposés dans le bâtiment de l'Institut au moment de son effondrement. L'enjeu à ce moment là est de déterminé si le recensement - en tout ou en partie - est perdu et devra éventuellement être recommencé. Quelques jours après l'incident, la Direction générale des statistiques annonce qu'un nouveau recensement ne sera peut-être pas nécessaire. Les bulletins du recensement qui concernent les ménages sont conservés dans les communes. Grâce à ces documents qui n'ont pas subi de dommage à la suite de l'effondrement du bâtiment de l'Institut, les autres bulletins complémentaires qui ont été abimés ou détruits peuvent être reconstitués. La Direction générale des statistiques doit procéder à l'inventaire de tous les documents conservés dans les locaux de la Direction afin de déterminer ce qui est effectivement détruit ou endommagé. Le 14 février 1963, les résultats du recensement sont publiés au Moniteur Belge.